# DREAM PASSPORT (芸能事務所)
DREAM PASSPORT株式会社（ドリームパスポート）は、神奈川県横浜市に事務所を構える日本の芸能プロダクション。
設立当初は主に韓流アーティストが日本で活動する際のサポートを行っていた。現在は主に所属アーティストのマネージメント業務を行っている。
代表取締役の黒沢美樹はポニーキャニオンの元社員であり、音楽事業本部JKSプロジェクト在籍中にチャン・グンソクの1stアルバムプロモーションを手掛けた。

## 沿革
2018年4月17日、「DREAM PASSPORT合同会社」として設立。
2019年2月、イ・シオンのファンミーティング「2019 LEE SI EON FANMEETING in JAPAN」を主催。
2019年3月、ソ・イングクのファンコンサート「FAN CONCERT in JAPAN 雪（ソル）」を主催。
2020年3月、「DREAM PASSPORT株式会社」へ組織変更。
2020年6月、ソウルに関連会社「Futurepassport（朝: 퓨처패스포트）」を設立。代表取締役にはORβITメンバーのHEECHOが就任。
2020年8月、自社レーベル「Present Label」を設立。
2022年6月、所属アーティスト総出演のライブイベント「Dream Gate 01」を開催。
2022年11月、所属アーティスト総出演のライブイベント「Dream Gate 01 -Final-」を開催。
2024年5月、所属アーティスト総出演のライブイベント「Dream Gate 02」を開催。
2024年8月10日～9月8日、所属アーティスト総出演のライブイベント「Dream Gate 02 追加公演」を開催。
2025年6月18日、所属アーティストであるORβIT、BUGVELのJB Entertainmentへの移籍を発表。

## 所属
- キムヒ（2023年 - ）

### 過去の所属者
- HIKARU（BUGVEL）
- KOSHIN（BUGVEL）
- ORβIT（2020年 - 2025年）
  - HEECHO、YOUNGHOON、YOONDONG、JUNE、TOMO、SHUNYA、YUGO
- HICO（2020年 - 2025年）
- BUGVEL（2020年 - 2025年）
  - MINATO、GUNO、RAIRA、MAHIRO

## イベント
- Dream Gate - ORβIT、HICO、BUGVELによるライブイベントおよび音楽ユニット